# Otto-Neururer-Haus (Weimar)

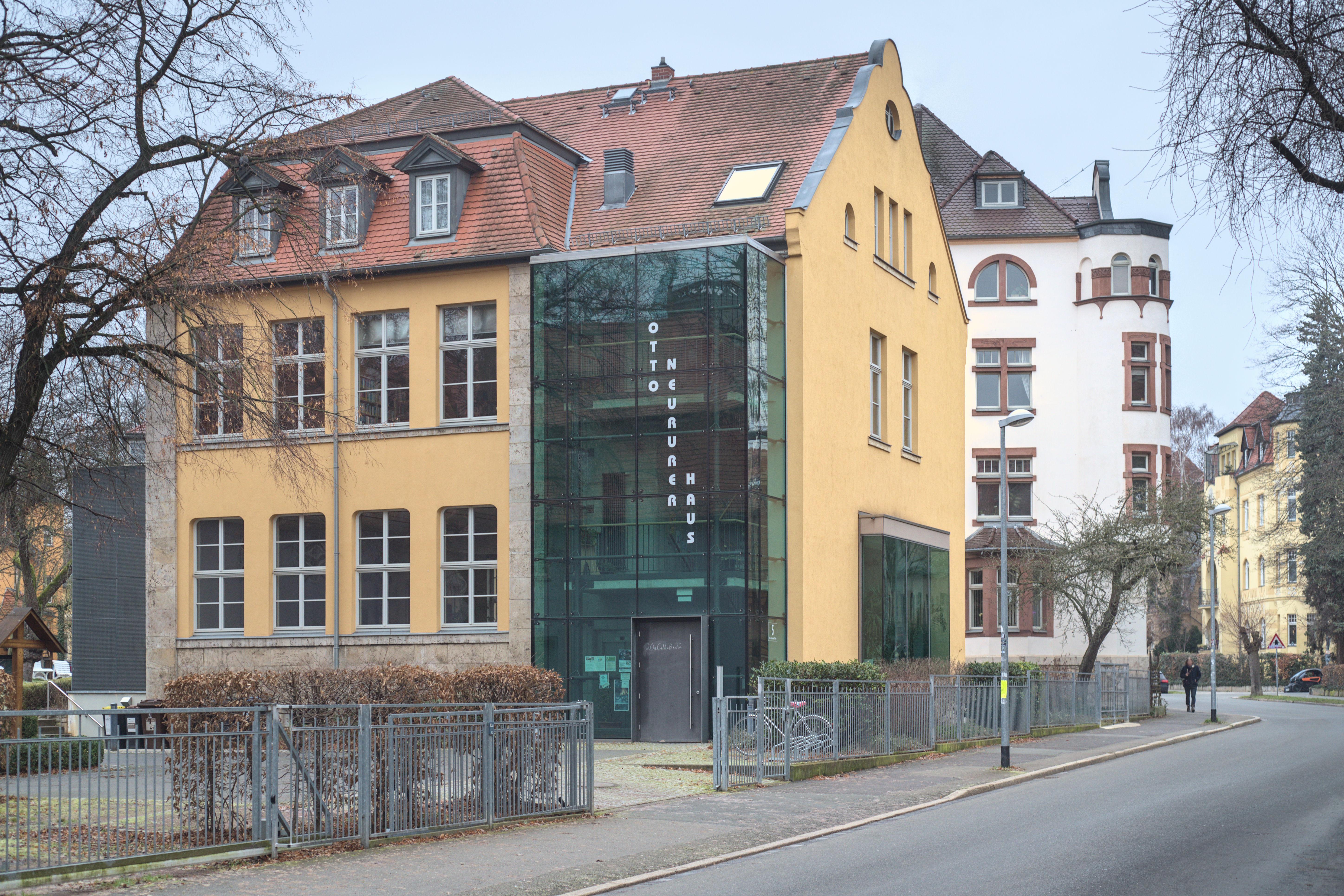
Otto-Neururer-Haus

Das Otto-Neururer-Haus, Paul-Schneider-Straße 5 in Weimar, ist das Jugend- und Seniorenzentrum der römisch-katholischen Herz-Jesu-Gemeinde Weimar im Bistum Erfurt.
Das Haus wurde 1920 als katholische Schule erbaut. Diese Funktion verlor es unter der Herrschaft des Nationalsozialismus. Nach 1945 diente es der Kinderkatechese, den Kinder- und Jugendgruppen, der Caritas und der Bücherei der Pfarrgemeinde.
In den Jahren 2001–2002 erfolgte eine grundlegende, behinderten- und seniorengerechte Sanierung des Gebäudes. Bei der Wiedereinweihung am 2. Juni 2002 erhielt es den Namen des 1940 im KZ Buchenwald bei Weimar umgebrachten österreichischen katholischen Pfarrers Otto Neururer, der 1996 seliggesprochen wurde.
Das Otto-Neururer-Haus ist Teil des Ensembles Paul-Schneider-Straße 1–21 (ungerade Nummern) und 2–28 (gerade Nummern), das auf der Liste der Kulturdenkmale in Weimar (Sachgesamtheiten und Ensembles) für den Bereich der südwestlichen Stadterweiterung steht.